# Farmacosideriet
Het mineraal farmacosideriet is een gehydrateerd kalium-ijzer-arsenaat met de chemische formule KFe3+4(AsO4)3(OH)4·7(H2O).

## Eigenschappen
Het subdoorzichtig tot subdoorschijnende honinggele, olijfgroene, smaragdgroene of roodbruine farmacosideriet heeft een diamant- tot harsglans, een geelgroene streepkleur en de splijting van het mineraal is onduidelijk volgens het kristalvlak [100]. Het kristalstelsel is kubisch. Farmacosideriet heeft een gemiddelde dichtheid van 2,9, de hardheid is 2,5 en de radioactiviteit van het mineraal is nauwelijks meetbaar. De gamma ray-waarde volgens het American Petroleum Institute is 62,69.

## Naam
De naam van het mineraal farmacosideriet is afgeleid van de Griekse woorden pharmakon ("vergif") en sideros, dat "ijzer" betekent.

## Voorkomen
De typelocaties van farmacosideriet zijn twee mijnen in het Camborne - Redruth - St Day District, Cornwall, Verenigd Koninkrijk. Het mineraal komt ook voor in de buurt van Rodalquilar in het natuurpark en vulkanisch gebied Cabo de Gata in zuidoost Spanje.